# Helena Catharina Utfall
Helena Catharina Utfall, född 1689, död 1750, var en svensk textilkonstnär. Hon var svensk pionjär inom svensk textilkonst, då hon var verksam som instruktör och lärde ut hur man väver dräll efter holländskt mönster, vilket då var nytt i Sverige.
Hon var dotter till Jakob Utfall, rådman och bankokommissarie i Göteborg, och Maria Kuyl, samt syster Jean von Utfall. Hon gifte sig 1711 med den förmögna sjökaptenen och kaparen Christen Gathe i Göteborgs Kristine församling. Tillsammans med Christen fick hon tio barn. Christen var bror till kaparen Lars Gathenhielm och svåger till Ingela Gathenhielm, och han adlades tillsammans med sin bror den 29 december 1715 varvid de tog namnet Gathenhielm.
Helena Catharina Utfall blev änka 1720 och bosatte sig från 1722 på Jonsjö säteri i Halland, som maken tidigare hade köpt. År 1724 gifte hon om sig med Ernst Friedrich von Döbeln (1701−1766) i dennes första äktenskap. Strax före giftermålet övertog Ernst Friedrich von Döbeln ägarskapet för Jonsjö säteri. Tillsammans med Ernst Friedrich fick hon fem barn. Hon blev bland annat farmor till Georg Carl von Döbeln.  
Helena Catharina Utfall stannade på Jonsjö under resten av sitt liv och hon höll där en vävskola för kvinnor ur allmogen, som under hennes övervakning lärde sig väva holländsk linnedräll, som såldes med stor förtjänst och som trakten sedan blev känd för.